# می‌خواهم زنده بمانم (فیلم ۱۳۷۳)
می‌خواهم زنده بمانم فیلمی به کارگردانی ایرج قادری و نویسندگی رسول صدرعاملی، ساخته سال ۱۳۷۳ است. می‌خواهم زنده بمانم اولین فیلم ایرج قادری پس از ده سال ممنوعیت فعالیت در سینمای ایران است. این فیلم یک‌سال پس از ساخت به اکران عمومی درآمد و در آن سال پرفروش‌ترین فیلم سال لقب گرفت.

## داستان
اصلان (فرامرز قریبیان) و ماه‌منیر (مهناز انصاریان) به خاطر ناسازگاری با یکدیگر از هم جدا می‌شوند. باربد (سام محمدپور) پسری ۱۱ ساله است که نمی‌تواند تنهایی خود و مسائل خانوادگی‌اش را حل کند، بی‌توجهی پدر و مادرش مزید بر علت شده‌است. او تنها در دفترچه خود خاطرات و مسائل روزمره‌اش را می‌نویسد.
اصلان پس از مدتی با شخصی به نام وحید شریک می‌شود و اندکی بعد، با فرنگیس (فاطمه گودرزی) خواهر وحید ازدواج می‌کند. بین باربد و فرنگیس نیز ارتباط خوبی برقرار می‌شود و این دو مثل یک دوست با هم بازی می‌کنند و لذت می‌برند. اما پس از ازدواج، به مرور فرنگیس کمتر به باربد توجه می‌کند و بیشتر تمرکزش بر روی اصلان است. ماه‌منیر با باربد بدرفتاری کرده و اصلان نیز نسبت به باربد بی‌تفاوت است. همسایه روبرویی باربد که باربد در مدت تنهایی با او وقت می‌گذارند و دوست شده بود نیز سرطان گرفته و حالش خوب نیست. باربد که دیگر خیلی تنها شده و در اوج نیاز به هم‌صحبت است، دچار وضعیت بغرنجی می‌شود.
او تصمیم به خودکشی می‌گیرد و از آنجا که دو بار خودکشی ماه‌منیر را دیده‌است، طرز کار را بلد است. در حمام دست به خودکشی به وسیله چاقو می‌زند. فرنگیس متوجه دیر آمدن باربد از حمام می‌شود در حمام را باز می‌کند و خونابه‌ها را می‌بیند. می‌رود تا چاقو را از دست باربد بگیرد، اما او کار خود را می‌کند و با دو ضربه به پهلوی خود می‌میرد.
دادگاه تشکیل می‌شود و فرنگیس را قاتل می‌انگارد. اصلان هم که وکیل است و از برادر فرنگیس نیز کمک می‌گیرد، از فرنگیس دفاع می‌کند. اما دادگاه رأی خود را صادر می‌کند؛ اعدام برای فرنگیس. روزنامه‌ها تیتر می‌زنند «نامادری پسری یازده‌ساله را کشت». در هنگامی که هیچ امیدی به نجات فرنگیس نیست، معلوم می‌شود که او باردار است. پس اعدام ۹ ماه عقب افتاده و فرنگیس به قید وثیقه آزاد می‌شود. اصلان تصمیم می‌گیرد که با فرنگیس به صورت غیرقانونی از ایران خارج شود اما موفق نمی‌شود. آنها تا به دنیا آمدن بچه، در یک کلبه زندگی می‌کنند.
پس از به دنیا آمدن بچه، فرنگیس باید اعدام شود. اصلان حال به فکر این می‌افتد تا دفترچه باربد را پیدا کند. همه جای خانه‌اش را می‌گردد ولی خبری از دفترچه نیست. دو ساعت مانده به اعدام فرنگیس، در ماشین، کنار برادر فرنگیس، اصلان که قبلاً دفترچه خاطرات باربد را خوانده می‌گوید او در دفترچه‌اش نوشته بود مثل علف هرزی بین یک جنگل است. سپس برادر فرنگیس می‌گوید ماه‌منیر این جمله را در دادگاه گفت! آن‌ها که متوجه می‌شوند دفترچه دست ماه‌منیر است به خانه‌اش می‌روند اما متوجه می‌شوند که دفترچه را عموی ماه منیر (فتحعلی اویسی) برداشته‌است. ماه منیر دفترچه را میابد و پی به بی‌گناهی فرنگیس می‌برد و آن را در اختیار اصلان قرار می‌دهد.
حکم در حال اجرا شدن است که اصلان با دفترچه باربد که در آن نوشته شده «ماه‌منیر داشت خودکشی می‌کرد شاید یک روز من هم بکنم» به خانه دادستان می‌رود و دادستان قبول می‌کند. اما خیلی دیر است او با زندان تماس می‌گیرد تا اعدام را نیم‌ساعت عقب بیندازند. اصلان با حکم لغو اعدام به زندان می‌رسد، حکم اجرا شده‌است اما فرنگیس با تلاش پزشکان دوباره به زندگی بازمی‌گردد.

## بازیگران
| بازیگر         | نقش            | توضیحات                     |
| -------------- | -------------- | --------------------------- |
| فرامرز قریبیان | اصلان حیدری    |                             |
| مهناز انصاریان | ماه منیر صولتی |                             |
| سام محمدپور    | باربد حیدری    |                             |
| فاطمه گودرزی   | فرنگیس مجتهدی  |                             |
| فتحعلی اویسی   | صولتی          | (عموی ماه منیر)             |
| شهلا ریاحی     | مادر فرنگیس    |                             |
| ابراهیم‌آبادی   | قاضی دادگاه    |                             |
| جلال مقدم      | مددی           | دادستان                     |
| محمود مقامی    | وحید مجتهدی    | (برادر فرنگیس و شریک اصلان) |